# Valsella fertilis
Valsella fertilis är en svampart som tillhör divisionen sporsäcksvampar, och som först beskrevs av Theodor Rudolph Joseph Nitschke, och fick sitt nu gällande namn av Pier Andrea Saccardo. Valsella fertilis ingår i släktet Valsella, och familjen Valsaceae. Arten är reproducerande i Sverige.